# フランツ・グリルパルツァー

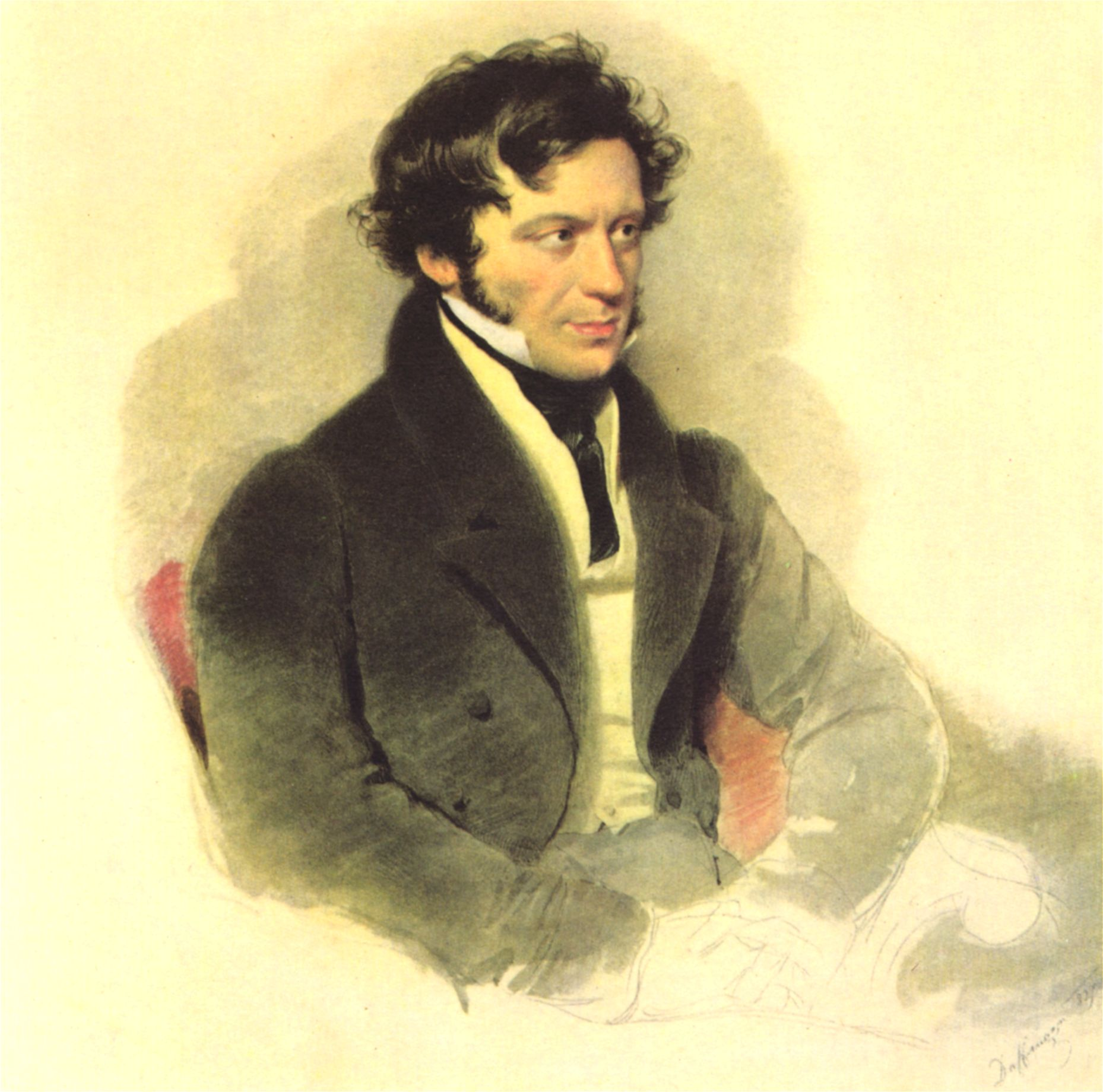
フランツ・グリルパルツァー

フランツ・グリルパルツァー（Franz Grillparzer, 1791年1月15日 - 1872年1月21日）は、オーストリアの劇作家。

## 生涯
ウィーンの弁護士の家庭に生まれ、ウィーン大学で法律を学ぶ。大学時代に父を亡くし、母と3人の弟を養うために勉学の傍ら家庭教師をして過ごした。1814年より大蔵省に採用され役人として勤め始める。1816年、ブルク劇場の監督ヨーゼフ・シュライフォーゲルと知り合って彼の指導を受け、処女作品『先祖の女亡霊』を執筆。1817年にブルク劇場で上演されて成功を収め、役人勤めを続けながら劇作家としての活動を始める。
1817年に弟の一人が入水自殺、1819年に母が精神錯乱のすえ自殺、またこの時期に従兄弟の妻との不倫関係に陥るなどの苦難に見舞われながら、『サッフォー』（1817年）、『金羊皮』（1818年-1819年）、『主人の忠僕』（1829年）、『海の恋波の恋』（1829年）などの劇作品を執筆し成功を収めた。
熱烈なヨーゼフ主義の信奉者であったグリルパルツァーは1819年のコンコルダート締結に怒り、ピウス7世を揶揄する詩『カンポ・ヴァキーノ』を書き発表したために、フランツ1世の不興を買い、要注意人物として作品の作品は検閲の対象となった。1827年のベートーヴェンの逝去の際には追悼の演説を行った。1832年には宮廷資料室長に任ぜられ作品執筆のための十分な時間を確保できるようになるが、1838年に執筆した『嘘つきに災あれ』のブルク劇場での初演が不評であったことをきっかけに作品を公的に発表することをやめ、以後に執筆した戯曲はいっさい出版、上演を認めなかった。
1848年の三月革命ではヨーゼフ・ラデツキー将軍を讃える詩を書き愛国詩人としてもてはやされる。1850年にマクシミリアン大公から詩を沿えたファンレターが月桂樹の一枝とともに届き、これにグリルパルツァーが礼状を送ったことを機に交流が始まり、マクシミリアンがメキシコ皇帝になると彼にグアダルーペ十字勲章を授章している。1867年にメキシコでマクシミリアンが銃殺されるが、その遺体を引き取りに赴いたヴィルヘルム・フォン・テゲトフ提督が1871年に急死すると、提督の銅像をヴォーティフ教会の前に建てる趣意書を提案している。
晩年にはブルク劇場に就任したハインリヒ・ラウベによってグリルパルツァーの再評価がなされたが、全集出版の企画などにも応じず、生涯独身のままひっそりと世を去った。

## 主な作品

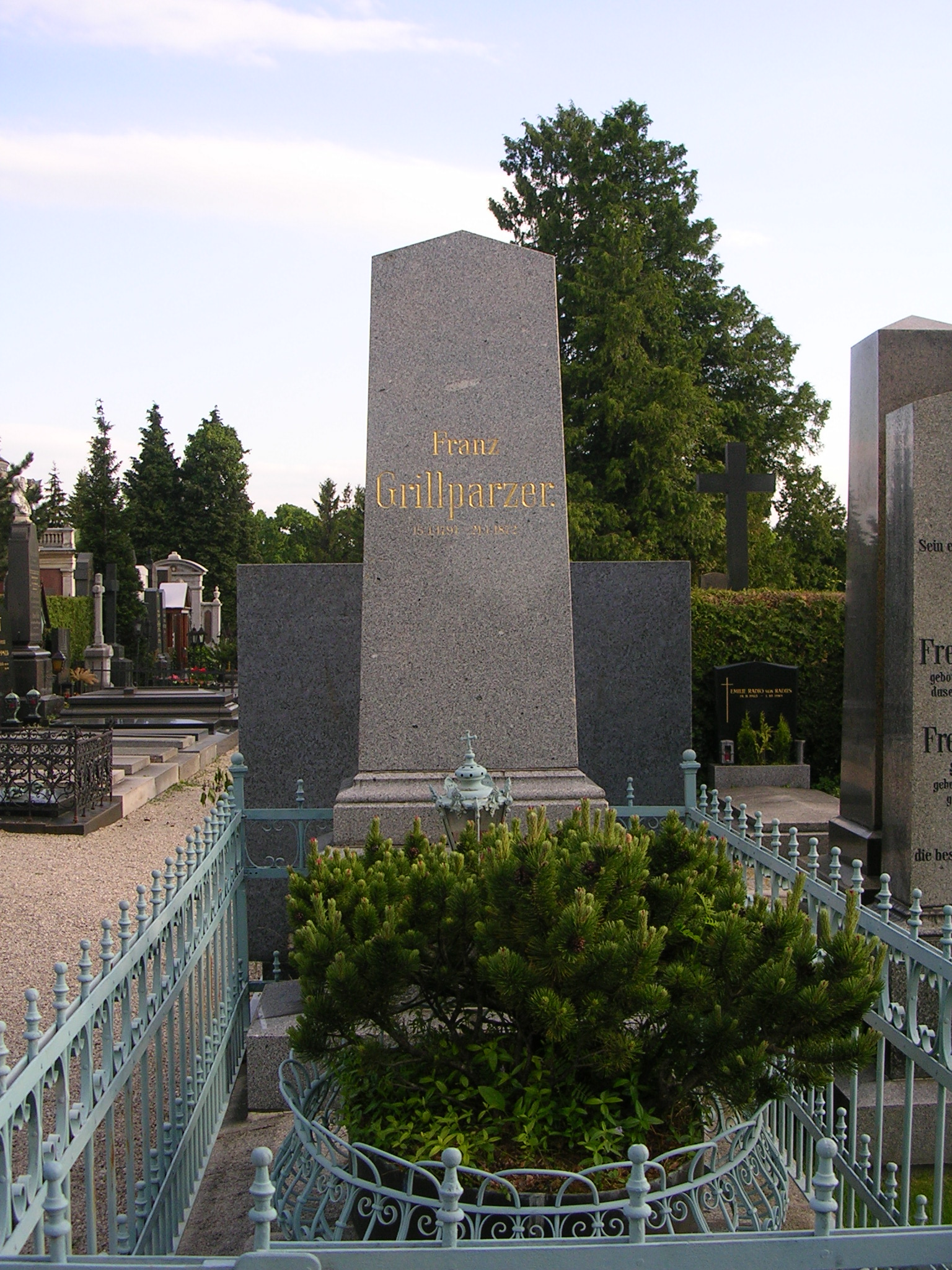
グリルパルツァーの墓

- Blanca von Castilien（1807年 - 1809年）
- スパルタクス　Spartacus（1809年）
- アルフレッド大王　Alfred der Grosse（1809年）
- 先祖の女　Die Ahnfrau（1817年）

『祖妣 五幕悲劇』グリルパルツエル 岡本修助訳 岩波文庫 1929
『先祖の女』石川実訳『ドイツ・ロマン派全集 第17巻』国書刊行会 1989
- サッフォー　Sappho（1818年）

『サッフオ 悲曲』グリルパルツェル 山本重雄訳 聚英閣 1922
『サッフオ』グリルパルツェル 亀尾英四郎訳 郁文堂対訳叢書 1922
『悲劇サッフォー・オットーカール王の幸福と最後』グリルパルツェル 中島清訳『古典劇大系』第12巻 近代社 1926
『ザツフオー 五幕悲劇』グリルパルツエル 伊藤武雄訳 岩波書店 独逸文学叢書 1926
『悲劇サッフォー』グリルパルツェル 中島清訳『世界戯曲全集 第20巻』近代社 1928
『ザッフォオ』グリルパルツェル 実吉捷郎訳 岩波文庫 1953
- 接吻　Kus（1819年）
- 金羊毛皮　Das goldene Vlies（1821年）, trilogy consisting of

『金羊皮 三部劇詩』グリルパルツェル 相良守峯訳 岩波書店 独逸文学叢書 1926
『金羊毛皮』グリルパルツェル 舟木重信訳『世界文学全集 第10巻 (独逸古典劇集) 』新潮社 1930
- オットカール王の栄華と最期　König Ottokars Glück und Ende（1823年） - ボヘミア王オタカル2世の生涯を書いた作品
- 主人の忠僕　Ein treuer Diener seines Herrn（1826年）
- 海の波恋の波　Des Meeres und der Liebe Wellen（1831年）

『海の波 恋の波』番匠谷英一訳 岩波文庫 1937、復刊1989
- 人の世は夢　Der Traum, ein Leben（1834年）

『夢は人生　四幕のメルヘン劇』城田千鶴子訳 水声社 2019
- Tristia ex Ponto（1835年）
- 嘘つきに災あれ　Weh dem, der lügt!（1838年）
- リブッサ　Libussa（1847年; perf.1874年）

『グリルパルツァー戯曲選　夢は人生／リブッサ』城田千鶴子訳 水声社 2024
- ウイーンの辻音楽師　Der arme Spielmann（1848年）

『維納の辻音楽師 附・ベエトホオフエンの思出』石川錬次訳 岩波文庫 1934
『哀れな辻音楽師』菊盛英夫訳『世界文学全集 第47』新潮社 1964
『ウィーンの辻音楽師』福田宏年訳 岩波文庫 1979、度々再刊
- ハプスブルク家の兄弟の諍い　Ein Bruderzwist im Hause Habsburg（1848年; perf.1872年） - ルドルフ2世とマティアス兄弟の争いを書いた作品
- Esther （1848年; perf.1861年）
- トレドのユダヤ女　Die Jüdin von Toledo（1851年; perf.プラハ 1872年）
- 『ゼンドミールの僧院』グリルパルツェル 高橋健二訳『新世界文学全集 第18巻』河出書房 1942
- 『グリルパルツァ自伝』佐藤自郎訳 名古屋大学出版会 1991
- 『グリルパルツァー戯曲選』水声社 2024